# Retrato de Jakob Muffel
El Retrato de Jakob Muffel es un óleo sobre tabla transferida más tarde a lienzo de 48 x 36 cm de Alberto Durero, rubricado y datado en 1526, y conservado en la Gemäldegalerie de Berlín. Arriba a la izquierda se lee la inscripción EFFIGIES IACOBI MVFFEL AETATIS SVE ANNO LV SALVTIS VERO MDXXVI.

## Historia
La obra se ejecutó en Núremberg, el mismo año que el pintor retrató también a Johann Kleberger e Hieronymus Holzschuher. Jakob Muffel era el burgomaestre de la ciudad el año en que el artista donó a su ciudad las tablas de Los cuatro apóstoles y no se excluye que el evento esté también vinculado a este cuadro. Muffel además tuvo funciones de cierta importancia en la administración ciudadana, ocupando también las cargos de miembro de la Junta y septemviro.
Las análogas dimensiones de la tabla de Hieronymus Holzschuher sugieren que ambas obras hubieran sido pintadas para alguna ocasión oficial y expuestas en una sala pública del municipio ciudadano.

## Descripción y estilo
El protagonista aparece de medio busto y tres cuartos girado hacia la izquierda, sobre un fondo azulado. El carácter oficial de la obra está subrayado por el corte estatuario y el plano cercano.
Viste un manto oscuro con amplia vuelta de piel y jubón negro con borde de piel del que asoma el cuello de la camisa blanca con el dobladillo bordado en pliegues. La mirada es desapegada y perdida en el vacío, a diferencia de la orgullosa y segura de Hieronymus Holzschuher: el contraste ciertamente era deseado porque Durero conocía bien a ambos hombres, sus conciudadanos, y además eran amigos entre sí.
La exactitud en la ejecución de los detalles, como la perfecta carnación o la pelliza hecha pelo a pelo, no compromete sin embargo el vigor del conjunto, ni la energía psicológica que caracteriza a la figura. Panofsky subrayó la confrontación entre los retratos de los dos funcionarios nuremburgueses, con la contraposición entre el carácter más resuelto del segundo frente al frío y desencantado de Muffel, subrayado por la boca delgada y las pupilas pequeñas y fijas.